# Esteban Gutiérrez
Pour les articles homonymes, voir Gutiérrez.
Esteban Gutiérrez, né le 5 août 1991 à Monterrey, est un pilote automobile mexicain. Sa carrière est soutenue par le milliardaire mexicain Carlos Slim.

## Biographie

### Les débuts en Karting
Esteban commence la compétition au Mexique en 2004 en karting. Il commence sa carrière en monoplace en 2007 en Formule BMW US, terminant deuxième du championnat. Il enchaîne avec la Formule BMW Europe la saison suivante, remportant le titre grâce à six victoires consécutives en début de saison. En 2009, il passe en Formule 3 Euro Series et finit neuvième du championnat et troisième des rookies.

### 2010: champion GP3 Series
En 2010, Gutiérrez dispute la première saison de l'histoire du GP3 Series avec ART Grand Prix. Il remporte le titre de façon assez dominatrice, imposant notamment une efficacité redoutable sur les courses longues : trois victoires consécutives, une seule fois pire que quatrième. À la suite de cette victoire, il est nommé troisième pilote chez BMW Sauber F1 Team pour le reste de la saison 2010.

### 2011-2012: GP2 Series
En 2011, Gutiérrez passe en GP2 Series, toujours au sein de l'équipe de Frédéric Vasseur ; treizième du championnat, il est le seul rookie à marquer des points. Il remporte sa première victoire à Valence. Le Mexicain récidive dans la discipline l'année suivante et termine sur le podium du championnat grâce à trois victoires et sept podiums. Ces performances et le soutien de l'homme le plus riche du monde, Carlos Slim, lui ouvrent les portes de la Formule 1 chez Sauber pour 2013.

### 2013-2014: Formule 1 avec Sauber

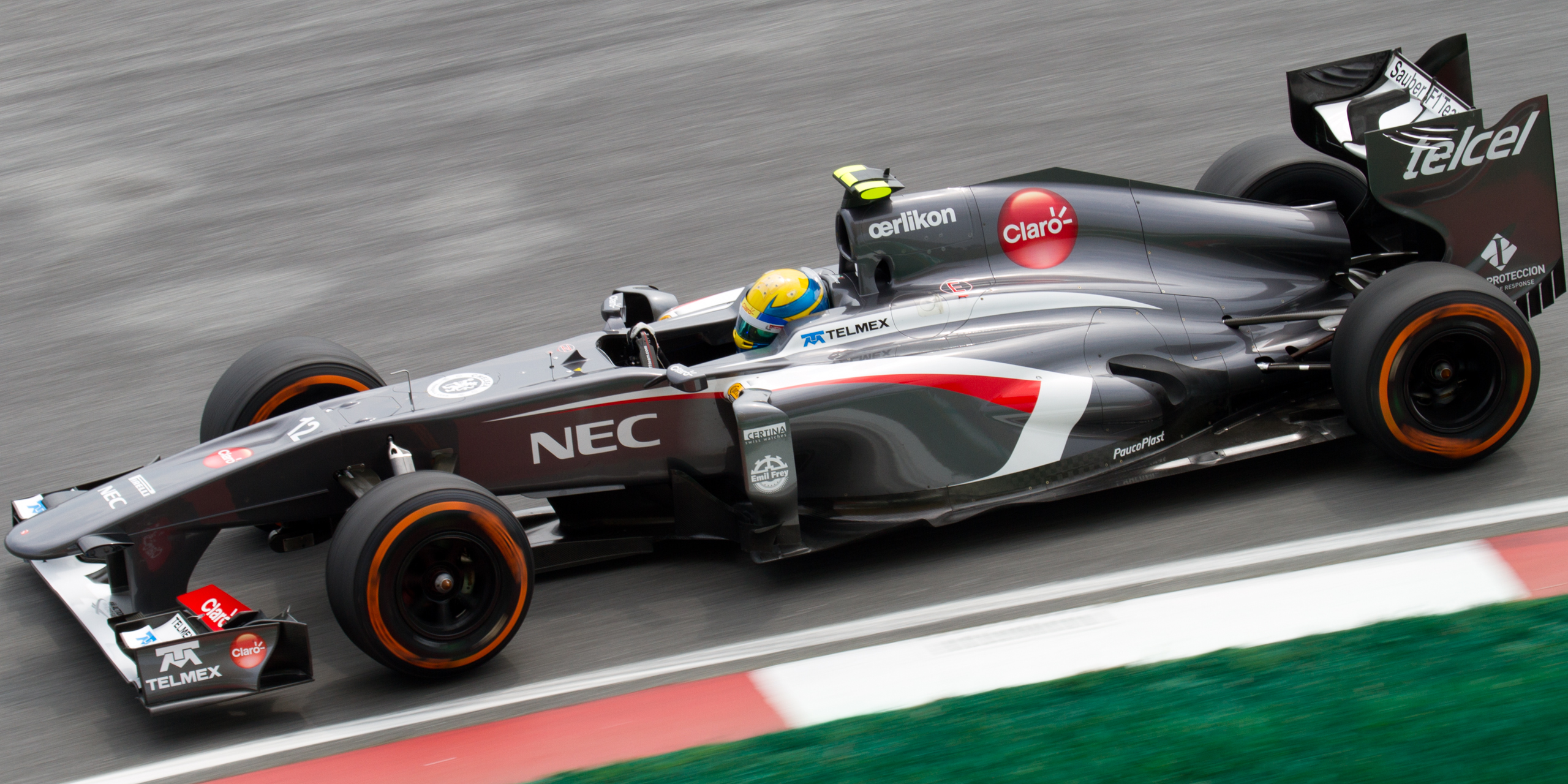
Esteban Gutiérriez sur C32 au Grand Prix de Malaisie en 2013.

Les débuts de Gutiérrez sont très difficiles ; le Mexicain est dominé par son coéquipier Nico Hülkenberg tout au long de la saison, tant en course qu'en qualifications. Il n'inscrit ses premiers points que lors du Grand Prix du Japon qu'il termine septième, derrière son coéquipier.
Reconduit chez Sauber en 2014, Gutiérrez connaît une nouvelle saison difficile à bord d'une monoplace lente et peu fiable. Bien qu'assez proche en qualifications de son coéquipier Adrian Sutil, plus expérimenté, il reste brouillon en course. À Monaco, huitième au soixante-et-unième tour, il rate l'occasion d'inscrire des points. À l'instar de son coéquipier, Gutierrez termine le championnat sans avoir inscrit de point.

### 2015 - 2016: pilote de réserve chez Ferrari et titularisation chez Haas F1 Team

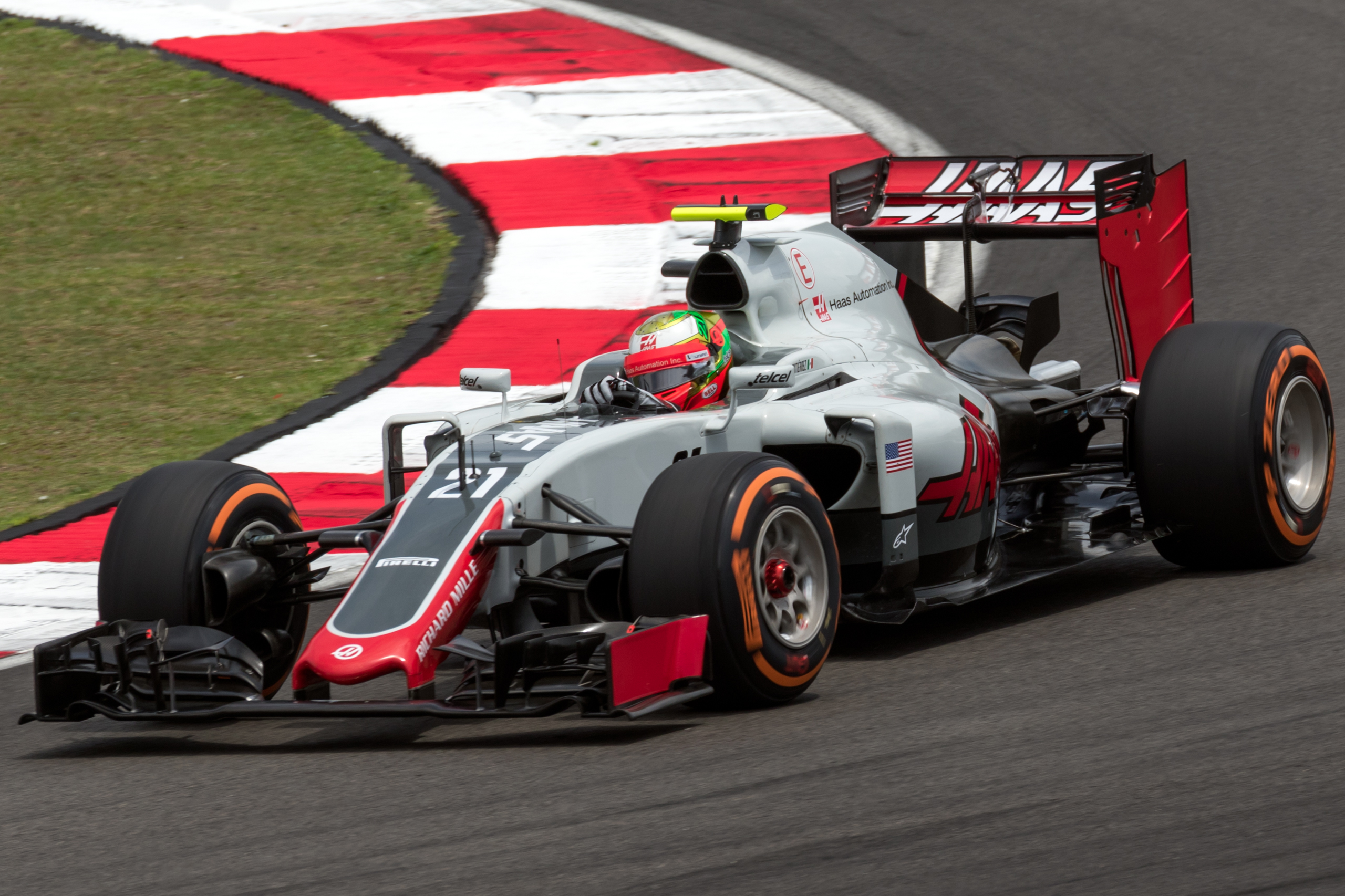
Gutiérrez pilote pour Haas F1 Team au Grand Prix de Malaisie 2016.

En 2015, Gutiérrez devient le troisième pilote de la Scuderia Ferrari ; cette position lui permet d'être titularisé chez Haas F1 Team aux côtés de Romain Grosjean pour 2016.
La saison 2016, en Australie, commence par un abandon après un violent accrochage avec Fernando Alonso, au dix-huitième tour. Il n'atteint jamais les points de toute la saison et termine vingt-et-unième du championnat.
Le 11 novembre 2016, il annonce son départ de l'écurie américaine à la fin de la saison et est remplacé par Kevin Magnussen en provenance de Renault F1 Team,.

### 2017: pilote en Formula E et en Indycar
En janvier 2017, Gutiérrez annonce s'engager en Formule E pour certaines courses de la saison dans le but d'être titularisé en 2017-18. Deux mois plus tard, le 20 mars 2017, il est engagé par l'écurie chinoise Techeetah, en remplacement de Ma Qing Hua, pour les ePrix de Mexico, de Monaco et de Paris.
Pour sa première course, à domicile, il marque les points de la dixième place. À Monaco, il obtient son meilleur résultat avec une huitième place. Pour sa dernière course, à Paris, il termine onzième, hors des points.
Le 1er juin 2017, il est titularisé en Indycar par l'équipe américaine Dale Coyne Racing, en remplacement de Sébastien Bourdais, blessé lors des qualifications des 500 miles d'Indianapolis. Il participe à sept manches du championnat et termine chaque course hors des points.

### 2018-2020: pilote de réserve chez Mercedes en Formule 1 et en Formule E
Depuis la saison 2018, Gutiérrez est pilote de développement pour l'écurie allemande Mercedes en Formule 1. Le 13 février 2019, il est reconduit pour une deuxième année par Mercedes, en Formule 1, en tant que pilote de développement.
Le 15 novembre 2019, en plus de son rôle de pilote de développement chez Mercedes en Formule 1, il devient pilote de développement et de réserve pour Mercedes-Benz EQ Formula e Team, pour la saison 2019-2020 de Formule E.

### 2021: ambassadeur chez Mercedes en Formule 1
Le 26 mars, l'écurie allemande confirme Esteban Gutiérrez en tant qu'ambassadeur de Mercedes, qui continuera d'assister aux week-ends de course et assistera aux événements promotionnels de l'écurie Mercedes en Formule 1.

## Palmarès
- 2007 : Formule BMW USA, 2e (4 victoires)
- 2008 : Formule BMW Europe, champion (7 victoires)
- 2009 : Formule 3 Euroseries, 9e
- 2010 : GP3 Series, avec l'écurie ART Grand Prix, champion avec 88 points, 3 pole positions, 5 victoires, 9 podiums et 7 meilleurs tours
  - Pilote de réserve de BMW Sauber F1 Team
- 2011 : GP2 Series, 13e (une victoire)
  - Pilote de réserve de Sauber
- 2012 : GP2 Series, 3e (trois victoires)
  - Pilote de réserve de Sauber
- 2013 : Formule 1 chez Sauber, 16e
- 2014 : Formule 1 avec Sauber, 20e
- 2015 : Formule 1 : Pilote de réserve de la Scuderia Ferrari
- 2016 : Formule 1 avec Haas F1 Team
- 2017 : Formule E avec Techeetah et en Indycar avec Dale Coyne Racing
- 2018 : Pilote de développement de Mercedes
- 2019 : Pilote de développement de Mercedes et de Mercedes-Benz EQ Formula e Team
- 2020 : Pilote de développement de Mercedes et de Mercedes-Benz EQ Formula e Team

## Résultats en championnat du monde de Formule 1
| Saison | Écurie         | Châssis | Moteur                   | Pneus   | GP disputés | Pole Positions | Victoires | Podiums | Meilleurs tours | Dans les points | Abandons | Points inscrits | Classement |
| ------ | -------------- | ------- | ------------------------ | ------- | ----------- | -------------- | --------- | ------- | --------------- | --------------- | -------- | --------------- | ---------- |
| 2013   | Sauber F1 Team | C32     | Ferrari V8               | Pirelli | 19          | 0              | 0         | 0       | 0               | 1               | 2        | 6               | 16e        |
| 2014   | Sauber F1 Team | C33     | Ferrari V6 turbo hybride | Pirelli | 19          | 0              | 0         | 0       | 0               | 0               | 7        | 0               | 20e        |
| 2016   | Haas F1 Team   | VF-16   | Ferrari V6 turbo hybride | Pirelli | 21          | 0              | 0         | 0       | 0               | 0               | 5        | 0               | 21e        |
|        | Total          |         |                          |         | 59          | 0              | 0         | 0       | 0               | 1               | 14       | 6               |            |

| Saison | Écurie         | Châssis    | Moteur                              | Pneus | 1        | 2        | 3        | 4       | 5       | 6        | 7        | 8       | 9        | 10       | 11       | 12      | 13      | 14       | 15      | 16       | 17      | 18       | 19      | 20       | 21      | Classement | Points inscrits |
| --- | -------------- | ---------- | ----------------------------------- | ----- | -------- | -------- | -------- | ------- | ------- | -------- | -------- | ------- | -------- | -------- | -------- | ------- | ------- | -------- | ------- | -------- | ------- | -------- | ------- | -------- | ------- | ---------- | --------------- |
| 2013 | Sauber F1 Team | Sauber C32 | Ferrari V8 Tipo 056                 | P     | AUS 13e  | MAL 12e  | CHI Abd. | BAH 18e | ESP 11e | MON 13e  | CAN 20e  | GBR 14e | ALL 14e  | HON Abd. | BEL 14e  | ITA 13e | SIN 12e | JPN 7e   | COR 11e | IND 15e  | ABD 13e | USA 13e  | BRE 12e |          |         | 16e        | 6               |
| 2014 | Sauber F1 Team | Sauber C33 | Ferrari V6 turbo hybride Tipo 059/3 | P     | AUS 12e  | MAL Abd. | BHR Abd. | CHI 16e | ESP 16e | MON Abd. | CAN 14e* | AUT 19e | GBR Abd. | ALL 14e  | HON Abd. | BEL 15e | ITA 16e | SIN Abd. | JPN 13e | RUS 15e  | USA 14e | BRE 14e  | ABU 15e |          |         | 20e        | 0               |
| 2016 | Haas F1 Team   | Haas VF-16 | Ferrari V6 turbo hybride Tipo 061   | P     | AUS Abd. | BAH Abd. | CHI 14e  | RUS 17e | ESP 11e | MON 12e  | CAN 13e  | EUR 16e | AUT 11e  | GBR 16e  | HON 13e  | ALL 11e | BEL 12e | ITA 13e  | SIN 11e | MAL Abd. | JAP 20e | USA Abd. | MEX 19e | BRÉ Abd. | ABU 12e | 21e        | 0               |
| Légende : ici |                |            |                                     |       |          |          |          |         |         |          |          |         |          |          |          |         |         |          |         |          |         |          |         |          |         |            |                 |
| * Le pilote n'a pas terminé la course mais est classé pour avoir parcouru plus de 90 % de la distance de course. |                |            |                                     |       |          |          |          |         |         |          |          |         |          |          |          |         |         |          |         |          |         |          |         |          |         |            |                 |

## Résultats en championnat de Formule E
| Saison    | Écurie    | Courses disputées | Pole positions | Victoires | Podiums | Points inscrits | Classement |
| --------- | --------- | ----------------- | -------------- | --------- | ------- | --------------- | ---------- |
| 2016-2017 | Techeetah | 3                 | 0              | 0         | 0       | 5               | 22e        |

| Saison    | Écurie     | Châssis         | Moteur         | Pneus | 1   | 2   | 3   | 4      | 5     | 6      | 7   | 8   | 9   | 10  | 11  | 12  | Classement | Points inscrits |
| --------- | ---------- | --------------- | -------------- | ----- | --- | --- | --- | ------ | ----- | ------ | --- | --- | --- | --- | --- | --- | ---------- | --------------- |
| 2016-2017 | 'Techeetah | Spark - Renault | Renault Z.E 16 | M     | HKG | MRK | BUE | MEX 10 | MON 8 | PAR 11 | BER | BER | NYC | NYC | MTL | MTL | 22e        | 5               |

## Résultats en championnat d'Indycar
| Saison | Écurie            | Courses disputées | Pole positions | Victoires | Podiums | Points inscrits | Classement |
| ------ | ----------------- | ----------------- | -------------- | --------- | ------- | --------------- | ---------- |
| 2017   | Dale Coyne Racing | 7                 | 0              | 0         | 0       | 91              | 25e        |

| Saison | Écurie             | Châssis      | Moteur | Pneus | 1   | 2   | 3   | 4   | 5   | 6   | 7      | 8      | 9   | 10     | 11     | 12     | 13     | 14     | 15  | 16  | 17  | Classement | Points inscrits |
| ------ | ------------------ | ------------ | ------ | ----- | --- | --- | --- | --- | --- | --- | ------ | ------ | --- | ------ | ------ | ------ | ------ | ------ | --- | --- | --- | ---------- | --------------- |
| 2017   | 'Dale Coyne Racing | Dallara DW12 | Honda  | F     | STP | LBH | ALA | PHX | IGP | IND | DET 19 | DET 14 | TEX | ROA 17 | IOW 13 | TOR 14 | MDO 20 | POC 22 | GAT | WGL | SNM | 25e        | 91              |